# Katarzyna Zdziebło
Katarzyna Zdziebło (Mielec, 28 de noviembre de 1996) es una deportista polaca que compite en atletismo, especialista en la disciplina de marcha.
Ganó dos medallas de plata en el Campeonato Mundial de Atletismo de 2022, y una medalla de plata en el Campeonato Europeo de Atletismo de 2022.

## Palmarés internacional
| Campeonato Mundial | Campeonato Mundial      | Campeonato Mundial | Campeonato Mundial |
| Año                | Lugar                   | Medalla            | Prueba             |
| ------------------ | ----------------------- | ------------------ | ------------------ |
| 2022               | Eugene (Estados Unidos) | Medalla de plata   | 20 km marcha       |
| 2022               | Eugene (Estados Unidos) | Medalla de plata   | 35 km marcha       |
| Campeonato Europeo |                         |                    |                    |
| Año                | Lugar                   | Medalla            | Prueba             |
| 2022               | Múnich (Alemania)       | Medalla de plata   | 20 km marcha       |